# Plateumaris notmani
Plateumaris notmani är en skalbaggsart som först beskrevs av Schaeffer 1925.  Plateumaris notmani ingår i släktet Plateumaris och familjen bladbaggar. Inga underarter finns listade i Catalogue of Life.